# Digimon Adventure tri.
Digimon Adventure tri. (デジモンアドベンチャー tri. Dejimon Adobenchā torai?) es una serie de seis películas producidas por Toei Animation que forma parte del 15º aniversario de la franquicia Digimon. Es la séptima serie de la franquicia Digimon y una secuela de Digimon Adventure 02. La historia transcurre en el año 2005, tres años después de Digimon Adventure 02 (salvo el epílogo).
La serie es emitida de manera episódica dentro y fuera de Japón, en japonés con subtítulos por Crunchyroll y Hulu entre otras, mientras que Eleven Arts y Shout! Factory distribuyen la versión en inglés.

## Sinopsis
Las películas se desarrollan tres años después de los acontecimientos de Digimon Adventure 02 y se centra en los ocho "niños elegidos" originales y sus compañeros digimon. Una misteriosa anomalía ha infectado el mundo Digimon haciendo que estos se vuelvan hostiles y creando distorsiones en el mundo humano. Esto lleva a los niños elegidos a luchar contra los digimon infectados mientras hacen frente a sus responsabilidades y problemas de adolescentes, a ellos se les une otro niño elegido, Meiko Mochizuki (望月 芽心 Mochizuki Meiko?) y su compañera Meicoomon.

## Personajes

### Protagonistas
| Niños elegidos         | Digimon   | Evolución Mega      | Jogress / Forma alterna | Forma infectada                             |
| ---------------------- | --------- | ------------------- | ----------------------- | ------------------------------------------- |
| Taichi "Tai" Yagami    | Agumon    | WarGreymon          | Omegamon                | WarGreymon (infectado)                      |
| Yamato "Matt" Ishida   | Gabumon   | MetalGarurumon      | Omegamon                | Garurumon (infectado)                       |
| Sora Takenouchi        | Piyomon   | Hououmon            | --                      | Birdramon (infectado)                       |
| Koushiro "Izzy" Izumi  | Tentomon  | HerculesKabuterimon | --                      | HerculesKabuterimon (controló su infección) |
| Mimi Tachikawa         | Palmon    | Rosemon             | --                      | Togemon (infectado)                         |
| Joe Kido               | Gomamon   | Vikemon             | --                      | Ikkakumon (infectado)                       |
| Takeru "T.K." Takaishi | Patamon   | Seraphimon          | --                      | Angemon (infectado)                         |
| Hikari "Kari" Yagami   | Gatomon   | Holydramon          | Ordinemon               | Angewomon (infectado)                       |
| Meiko Mochizuki        | Meicoomon | Raguelmon           | Ordinemon               | Meicrackmon (infectado)                     |

### Enemigos
- Yggdrasill
- Gennai / Digimon Emperador
- Maki Himekawa
- Ordinemon

#### Digimon
- Kuwagamons
- Orgemon
- Imperialdramon modo dragón (infectado)
  - Imperialdramon modo luchador (infectado)
- Los Amos Oscuros
  - Metalseadramon
  - Mugendramon
  - Pinochimon (cameo)
  - Piemon (cameo)
- Meicoomon 
  - Meicoomon "Modo Feroz"
  - Meicrackmon
  - Raguelmon
- Ophanimon/Ophanimon Modo Caído

### Aliados
- Homeoestasis
- Daigo Nishijama
- Davis Motomiya (cameo)
- Yolei Inoue (cameo)
- Cody Hida (cameo)
- Ken Ichijoji (cameo)

- Yuuko Yagami  (cameo)

#### Digimon
- Leomon
- Tapirmon
  - Megadramon
- Meicoomon
- Agumon
- Gatomon/Tailmon
- Palmon
- Gomamon
- Gabumon
- Biyomon/Piyomon
- Potamon
- Tentomon

### Otros
- Las Cuatro Bestias Sagradas
  - Qinglongmon (cameo)
  - Baihumon (cameo)
  - Sutsemon (cameo)
  - Xuanwumon (cameo)
- Formas previas (Cuatro Bestias Sagradas)
  - Triceramon -> Qinglongmon (cameo)
  - LoaderLeomon -> Baihumon (cameo)
  - HippoGriffomon -> Sutsemon (cameo)
  - Orochimon -> Xuanwumon (cameo)

- Los Caballeros Reales
  - Alphamon/Alphamon: Ouryūken
  - Jesmon
    - Hackmon (preevolución de Jesmon)

## Equipo de producción
- Idea original:

Akiyoshi Hongo
- Productor:

Shuhei Arai
- Diseño de personajes:

Atsuya Uki
- Configuración de la serie:

Yūko Kakihara
- Director:

Keitaro Motonaga
- Planificación y producción:

TOEI ANIMATION

## Películas
| Película | Episodios | Título                                           | Ending                                                                                         | Fecha de estreno         |
| --- | --------- | ------------------------------------------------ | ---------------------------------------------------------------------------------------------- | ------------------------ |
| 1 | 1-4       | «Saikai (再会?)» «Reunión»                       | "I wish～tri.Version～" por Ai Maeda                                                           | 21 de noviembre de 2015  |
| Tres años más tarde de los sucesos de Digimon Adventure 02, Tai (Taichi) está en el instituto decepcionado porque ninguno de sus amigos puede ir a verle a su partido de fútbol (mientras, se nos muestran a Davis, Ken, Yolei y Cody siendo derrotados por Alphamon). Mientras los aparatos eléctronicos están empezando a funcionar mal por todo Odaiba. Minutos antes de que comience el partido, un Kuwagamon aparece y toma forma física, y parece ser el causante de las anomalías. El Digivice de Tai comienza a brillar y aparece su antiguo compañero Agumon, que se transforma en Greymon y lucha contra Kuwagamon. Los dos digimon viajan a través de portales al aeropuerto de Haneda, donde aparecen más Kugawamon. Tai se dirige allí con su profesor Daigo Nishijima y se encuentra con los otros niños elegidos (excepto Joe) y sus compañeros digimon. Tras la batalla, los niños elegidos creen que la aparición de Kugawamon se debe a distorsiones en el espacio. Tai y Matt (Yamato) visitan a Nishijama, quien confiesa que forma parte de una organización que está monitorizando la actividad digimon, en especial la de los digimon que están infectados, como el Kugawamon que apareció. Mimí le cuenta al grupo que ha sido transferida a Japón nuevamente para estudiar en la misma escuela y curso que Izzy; mientras Izzy busca maneras de que puedan acceder más fácilmente a sus compañeros digimon, mientras Tai teme que la gente pueda resultar herida debido a las acciones de los niños elegidos y sus digimon. Al día siguiente aparece un misterioso Digimon caballero de color negro conocido como Alphamon (probablemente, el que derrotó a los chicos de 02 ) y parece estar apuntando a Meicoomon, el Digimon que acompaña a Meiko Mochizuki, una nueva chica que ha sido trasladada a la clase de Tai. Alphamon es demasiado poderoso y Matt le dice a Tai que tiene que superar sus miedos para que juntos puedan derrotar a Alphamon con el poder de Omegamon. Agumon y Gabumon consiguen fusionarse en Omegamon para derrotar a Alphamon (que evolucionño a Ouryūken), pero este último desaparece. Tras la batalla, Meiko les dice que ella también es una niña elegida. |           |                                                  |                                                                                                |                          |
| 2 | 5-8       | «Ketsui (決意?)» «Determinación»                 | "Seven～tri.Version～" por Kōji Wada                                                           | 12 de marzo de 2016      |
| Meiko es integrada al grupo de los Niños Elegidos en una celebración de bienvenida en las aguas termales, mientras que Daigo Nishijima y Himekawa Maki, su superior en la organización que monitorea la actividad digimon en el mundo real, y además su expareja, se encargan de ayudar directamente a Izzy y los demás en los conocimientos que poseen sobre los nuevos acontecimientos, explicando que recibieron el contacto por un tal "Gennai". Joe Kido es el único que se mantiene separado del grupo debido a la gran presión que siente por su bajo rendimiento en sus estudios de preparatoria, afectando la relación con los otros Niños Elegidos, especialmente con Matt. Por otra parte, Tai, aunque más repuesto en su rol como líder de los Niños Elegidos, continúa con dudas respecto a sus decisiones y efectos de las batallas de los Digimon en el mundo real, e Izzy busca determinar a qué se debe la fuente del nuevo problema, además de lidiar con sus sentimientos por Mimi. En el Digimundo se observan digihuevos destruidos en la Ciudad del Inicio, siendo el responsable Ogremon, quien actúa descontrolado y sin consciencia. Leomon aparece para detenerlo, pero Ogremon logra escapar al mundo real por una distorsión en el espacio, cerca de donde Mimí está. Ella, quien se ve afectada por la imagen egoísta que proyecta en los demás, y harta de los comentarios negativos de la prensa acerca de los digimons, enfrenta a Ogremon para evitar que cause daño y demostrar que existen los digimons buenos. Togemon golpea por accidente a un helicóptero de unos reporteros que se encontraban muy cerca del lugar de la pelea, empeorando la situación en las noticias; a la vez, Leomon aparece en el mundo real y se lleva a Ogremon con él de vuelta al Digimundo. Los Niños Elegidos se reúnen en el departamento de Izzy para determinar la nueva situación excepto Joe. Allí reciben la visita de Leomon, quien explica que algunos digimons están siendo afectados en su comportamiento y se comportan agresivamente, siendo llamados "Digimon infectados", y las misteriosas distorsiones en el espacio aparecieron casi al mismo tiempo sin explicación. Paralelamente, en medio de las distorsiones aparece el "Emperador de los Digimons", quien se mantiene observando los acontecimientos ocurridos. Leomon se une a los Niños Elegidos en el mundo real, y Nishijama vela por los chicos ante la reprobación de Himekawa, quien no quiere involucrarse sentimentalmente con ellos. Nishijama les dice que además de ser los Niños Elegidos, también tienen derecho a disfrutar su vida como adolescentes. Joe tiene un gran dilema entre compaginar sus estudios con sus responsabilidades como niño elegido, prefiriendo lo primero para tristeza de Gomamon. Lleno de dudas, genera que Gomamon decida distanciarse de él por un tiempo. Durante el Festival Escolar, Izzy, quien estaba cuidando a los Digimon en su departamento, es convocado por Himekawa para que disfrute con los otros niños elegidos mientras ella se hacía cargo; sin embargo, Palmon y los demás terminan convenciendo a Leomon para que les lleve al festival. Joe encuentra a Gomamon, con quien tiene una discusión por no asumir su rol como Niño Elegido debido a sus responsabilidades de adulto y se va del lugar. En un momento que Meicoomon queda sola en el patio trasero de la escuela, aparece una distorsión y de ella sale el "Emperador de los Digimons", quien rapta a Meicoomon ante la angustia de Meiko. A pesar de ir en su rescate, la distorsión la rechaza y le impide el paso, dejando sólo entrar a Palmon, Gomamon y Leomon, quien comienza a sufrir los efectos de la infección. El Digimon Emperador convoca a Imperialdramon Modo Dragón (infectado) y ataca a Palmon, Gomamon y Leomon. Agumon y los demás también son rechazados por la distorsión, que termina por cerrarse, aunque Izzy logra acceder a la batalla por medio de su laptop. Mimi no es capaz de liberar todo el poder de Togemon debido a sus dudas por su egoísmo que aún mantiene, y Gomamon está a punto de ser derrotado por Imperialdramon. En ese momento, Kari corre a buscar a Joe para informarle de lo sucedido y convencerle de que no necesita razones para apoyar a su compañero digimon. Joe se arrepiente y regresa al grupo, justo a tiempo para ayudar a Gomamon y desencadenar su poder, logrando la etapa Mega y digievolucionando a Vikemon. Mimi es alentada por Joe a hacer lo mismo, quien convencida logra alcanzar la etapa Mega de Palmon, digievolucionando a Rosemon. Imperialdramon, al verse superado, pasa a Modo Luchador, pero gracias a la ayuda de Leomon logran destruirlo. El Digimon Emperador se muestra sonriente y libera a Meicoomon, desapareciendo de la dimensión. Cuando todo parece haber acabado, Meicoomon se muestra insegura incluso de Meiko, y Leomon intenta calmarla; inesperadamente, Leomon es atravesado y asesinado brutalmente por un ataque de Meicoomon "Modo Feroz" (una apariencia agresiva y salvaje) ante la sorpresa y desconcierto del grupo el cual no es capaz de reaccionar. Meicoomon huye por una distorsión y Meiko queda desconsolada, mientras que se descubre que la causa de los Digimon Infectados y las distorsiones están relacionadas con Meicoomon. |           |                                                  |                                                                                                |                          |
| 3 | 9-13      | «Kokuhaku (告白?)» «Confesión»                   | "For Me" (僕にとって Boku ni Totte) por Knife of Day (Yoshimasa Hosoya)                        | 24 de septiembre de 2016 |
| Mientras Meiko sigue traumatizada por la traición de Meicoomon, Izzy (Koushiro) vuelve irritable como él obsesivamente trata de determinar qué causó Meicoomon se infecte. Mientras tanto, como las interrupciones que se cree que es causada por Meicoomon comienzan a afectar a las compañías aéreas, Himekawa y Nishijima dicen Matt acerca de su investigación, lo único que Himekawa no le ha dicho a Matt es acerca de los otros niños elegidos de 02, pero Nishijima lo descubre y la causa de ello es engañarlos y tarde o temprano Himekawa confirma que Izzy lo descubrira pronto, pero tanto Meicoomon haciendo que las interrupciones y el hecho de los niños elegidos que desaparecieron misteriosamente. Más tarde, T.K. visita la oficina de Izzy para ver a Patamon de nuevo ahí se encuentra con Joe y con Izzy dormido que por fin ha sido convencido por Joe de dormir un poco y cuidarse un poco de su salud así entonces T.K. descubre algo mal con Patamon cuando actúa brevemente violento y lo muerde. A medida que los conocimientos tradicionales decide tomar Patamon casa con él, lo que llevó a los demás a hacer lo mismo con sus Digimon pero sin saber nada acerca del secreto de T.K. y la infección de Patamon sin embargo T.K. le dice a Meiko sobre lo que está sucediendo realmente a Patamon, que con el tiempo se da cuenta de que él mismo está infectado y pide a los conocimientos tradicionales para que dejara de si el peor llegado a ocurrir. Una noche, aparece un mensaje misterioso de todo los dispositivos eléctricos durante un corte de energía, indicando que "los Digimon se dará a conocer una vez más" la creación de turbulencias en la población. Al día siguiente, como Patamon comunica a los otros Digimon tanto de la infección, Kari es poseída por el misterioso mensajero, la homeostasis, que les advierte que los Digimon infectado potencialmente podría destruir tanto a los mundos humanos y digitales, a menos que se haga un gran sacrificio. Después de haberlos oído, Himekawa llega a la conclusión de que la próxima vez que aparece Meicoomon, la homeostasis podría desencadenar un "reinicio", que se restablezca el mundo digital para antes de la infección con el fin de salvar a todos los otros mundos. Después de Gatomon le dice a los demás que este reinicio también haría que se pierden todos los recuerdos de sus amigos humanos, los Digimon decidieron pasar un tiempo precioso con sus compañeros sin embargo Tai descubre que Agumon estaba actuando algo raro haciendo que Agumon se vio obligado a decirle a Tai sobre el reinicio. Izzy descubre más información sobre las distorsiones y el código binario que se sobrescribe en idioma diferente. Tentomon le informa acerca del reinicio Izzy crea un plan para evitar que pase eso. Meicoomon pronto aparece de nuevo, lo que llevó a los Digimon para luchar contra ella para tratar de mantenerla fuera del mundo de los humanos. A pesar de los intentos de los conocimientos tradicionales de detenerlo, Patamon digievoluciona a Angemon y entra en la refriega, pero queda dominado por la infección, que pronto empieza a atacar a sus colegas. A medida que comienza una cuenta atrás hacia el reinicio, Izzy trae su lucha contra el plan, la creación de un campo que puede utilizar los datos de copia de seguridad para restaurar los Digimon infectadas. En un momento cuando Tentomon se veía en problemas con no tener oportunidad de detener a Meicoomon, Izzy le ordena entrar al campo de respaldo para salvarse por lo menos el pero Tentomon se niega a hacerlo al ver como MetalGreymon sigue deteniendo a Meicoomon y a la vez sufriendo los ataques de los otros digimon diciendo que no puede entrar al campo de respaldo y ver como las cosas sigan así, Tentomon como últimas palabras dice que la vez que la primera vez que conoció a Izzy no sabía nada de él pero ahora si lo sabe y ahora lo que quiere es que siga investigando sobre cosas y que lo disfrute y por último dice "Izzy, adiós" así se esfuerza por ayudar a los demás, mientras que luchando contra su propia infección, que digievoluciona a su forma Mega, HerculesKabuterimon, captura Meicoomon y encaje los Digimon de su infección antes de usar toda su fuerza para empujar de nuevo en la distorsión antes de que ocurra el reinicio. Una semana más tarde, los niños elegidos deciden que quieren ver a sus Digimon. Meiko les dice que la infección se originó a partir de Meicoomon, que ya estaba infectado el momento en que la conoció, sintiendo que no tiene derecho a ir a verla. Himekawa trae el digivice de Ken y usando el poder de los emblemas y viajan al Mundo Digital reiniciado. Brevemente ven a Alphamon luchar contra otro Digimon de nivel Mega llamado Jesmon. Pero huyen de ahí y luego escuchan el sonido de un silbato así buscan el rastro del silbato y así se encuentran con Nyarmon y el silbato de Kari, sin embargo los Digimon no reconocen a sus amigos humanos lo único que dicen tras mencionarlos es "¿Quién eres?", así los humanos tomaron la decisión de hacerse amigo de ellos de nuevo. Mientras tanto, como Himekawa enfrenta al Digimon Emperador, quien se revela como Gennai, Meicoomon se ve cerca, aún poseyendo sus recuerdos de Meiko.                    |           |                                                  |                                                                                                |                          |
| 4 | 14-17     | «Soushitsu (損失?)» «Pérdida»                    | "keep on～tri.Version～" por Ai Maeda                                                          | 25 de febrero de 2017    |
| Tras el enloquecimiento de Meicoomon y el "reinicio", Tai y el resto de niños elegidos dejan atrás a una angustiada Meiko y se dirigen hacia el Mundo Digital. Sin embargo, se encuentran con la peor de las noticias: sus compañeros digitales han perdido sus recuerdos. Los adolescentes deberán tratar de volver a forjar la unión de amisted que les une, pero tan solo Biyomon se muestra precavida, comentándole a su compañera Sora que no recuerda nada sobre el pasado. Si bien Sora suele pensar antes en los demás que en sí misma, ahora en su corazón alberga la desconfianza. Mientras que Sora está con el corazón roto, Tai y Matt no logran encontrar las palabras adecuadas para ayudarla. Se ve a un entristecido Meicoomon y vuelve a desaparecer. Por alguna extraña razón, aún conserva recuerdos del pasado y anda en busca de Meiko. Al ver a Meicoomon, los niños elegidos deciden adentrarse en el Mundo Digital para salvarla, pero Gennai que ya no era el de antes lo ven trabajando con los Amos Oscuros (Dark Masters)(sólo Mugendramon y MetalSeadramon infectados) bajo su mando se interpone en sus caminos para capturar a Meicoomon porque el es la clave para la destrucción del mundo. Mientras, en el mundo real, Nishijima recibe la noticia de la desaparición de Himekawa. Cuando comienza a investigar lo ocurrido, descubre que, tras sus acciones, ella tenía además un objetivo que mantenía oculto. Pero recibe la visita de Hawkmon que le da las respuestas de donde esta Himekawa y la causa de Meicoomon y también el cambio que sufrió Gennai. Gennai provocó que Meicoomon se rebelara lastimando a su compañera Meiko. Mientras tanto Sora y Biyomon arreglaron sus problemas y causó que Biyomon digievolucionara en Hououmon y lo mismo TK confió en sí mismo y Patamon digievolucionara en Seraphimon y juntos derrotaron a Mugendramon. Y al igual que Tai y Matt junto con Wargreymon y Metalgarurumon derrotaron a MetalSeadramon. Como Meiko y Meicoomon estaban solas con Gennai, el con su poder lastimó a Meiko y callo desmayada lo que provocó que Meicoomon digievolucionara en Meicrakmon. |           |                                                  |                                                                                                |                          |
| 5 | 18-21     | «Kyōsei (共生?)» «Simbiosis»                     | Ayumi Miyazaki & AiM - Aikotoba                                                                | 30 de septiembre de 2017 |
| Un enfurecido Meicoomon digievoluciona a Meicrakmon y se va a través de una distorsión. Himekawa es vista brevemente tropezando en el mundo digital en busca de Tapirmon. A medida que el digimundo comienza a conectarse más con el mundo real, Hackmon explica a Nishijima y al profesor Mochizuki que "Libra" o Meicoomon nació de un fragmento de los datos remanentes de Apocalymon. Meiko estaba destinado a suprimir la oscuridad dentro de su compañero Digimon. Sin embargo, la Homeostasis considera que el poder desenfrenado de Meicoomon es una amenaza existencial para ambos mundos y decide eliminarla. Mientras tanto, los DigiDestined intentan sobrevivir a los intentos del Mundo Digital de expulsarlos. Los DigiDestined logran regresar al Mundo Real pero son perseguidos por la gente. Con la ayuda de Nishijima, Los chicos y sus digimons se esconden en la escuela para evitar los medios. Los chicos intentan consolar a Meiko durante su estancia. Al día siguiente, Meicrakmon rampante se enfrenta a Meiko cerca de la escuela. Jesmon interviene y su ataque resulta en Meicrakmon digievolucionando a Raguelmon. A medida que la situación empeora, el homeostasis posee a Kary y les advierte a los demás que no interfieran, o si no serían eliminados. Cuando Jesmon lleva a Raguelmon al mundo digital, los DigiDestined, sus compañeros Digimon y Nishijima los persiguen. Llegan a una zona desértica del mundo digital, donde Alphamon se une a la refriega. Seis de los Digimon regrasan a la normalidad por el ataque de Alphamon, dejando a Omegamon, Raguelmon, Alphamon y Jesmon. Meiko cae en la desesperación y les piden a sus amigos que destruyan a Raguelmon. Tai resuelve al realizar su deseo a pesar de las objeciones de los demás. Tai y Nishijima desaparecen después del ataque de Jesmon, y a Kari por el miedo de pensar que su hermano esta muerto la envuelve en un código digital negativa que causó que Nyaromon digievolucione al nivel mega en Ophanimon Falldown Mode, que crea un portal oscuro. Raguelmon se fusiona con Ophanimon Falldown Mode apareciendo un Digimon conocido como Ordinemon y después desaparece al llegar al mundo real. Después, el mundo digital comienza a tragarse el mundo real y los Digimon que están allá se empiezan a mover. Los demás terminan por darse por vencido, Matt toma las gafas de Tai y consuela al grupo para continuar con la batalla. |           |                                                  |                                                                                                |                          |
| 6 | 22-26     | «BokuranoMirai (ぼくらの未来?)» «Nuestro Futuro» | Butter-fly (tri version) - Niños elegidos, compañeros digimon, Koji Wada, Ayumi Miyazaki & AiM | 05 de mayo de 2018       |
| Creyendo que Tai está muerto, los niños elegidos vuelven al mundo real. Mientras tanto, Tai y un malherido Nishijima se despiertan en unas instalaciones. Nishijima le revela a Tai que Davis, Ken, Iori y Cody están en animación suspendida, y que fueron capturados tras descubrir el plan de Yggdrasil. A continuación aparece Gennai, quien desconecta el sistema de soporte vital, forzando a Tai a elegir entre escapar con el resto o salvar a Nishijima. Una vez Tai ha entrado en una de las cápsulas, el moribundo Nishijima les envía de vuelta al mundo real, antes de que la instalación explote. Con Kari aún en shock y T.K. cuidando de ella, el resto de niños elegidos lucha contra Ordinemon, pero son derootados. Hackmon les informa de la intención de Homeostasis de reiniciar toda tecnología digital en el mundo real para detener a Ordinemon. Sin embargo, esto inutilizaría toda infraestructura creada por el ser humano. Negándose a darse por vencidos, Matt y el resto logran que Meiko atraiga a Ordinemon hacia el mar y se enfrentan con ella de nuevo, pero resulta ser en vano. Kari se recupera de su shock y tiene una visión de Gatomon dentro de Ordinemon, quien le revela que toda luz reside en Meicoomon. Guiado por la visión de Kari, Izzy descubre que existe una copia de las memorias de todos los Digimons almacenada dentro de Meicoomon, lo que explica por qué su memoria está intacta. Meiko desbloquea las memorias selladas dentro de Meicoomon, restaurando los recuerdos perdidos y sacando a Gatomon de Ordinemon. El reinicio del mundo real es detenido por Hackmon. Sin embargo, Yggdrasil satura a Ordinemon con datos corruptos. Tai se vuelve a unir con el resto mientras hacen digievolucionar a sus compañeros Digimon a regañadientes. En el transcurso de batalla, el Digivice de Meiko despierta el Modo Misericordioso de Omegamon. Omegamon destruye a Ordinemon, borrando a Meicoomon en el proceso. Genai se escapa a través de una distorsión digital al verse frustrado el plan de Yggdrasil. Con ambos mundos restaurados, Meiko vuelve a Tottori y Homeostasis desconecta a Yggdrasil. Izzy empieza a trabajar en una puerta que permitiría viajar entre mundos sin D-3s. Tres meses más tarde, durante Nochebuena, Tai habla con Meiko por teléfono y Agumon les interrumpe recordándole que ellos siempre serán amigos. |           |                                                  |                                                                                                |                          |

## Desarrollo y difusión

### 2014
El 20 de junio abren la página web del Evento del 15.º Aniversario de Digimon Adventure a realizarse en agosto. Durante el evento se anuncia una secuela, ya en producción, de Digimon Adventure 02 y el lanzamiento de dos cajas recopilatorias en Blu-ray.
El 10 de noviembre, la revista Otomedia confirma a Shuhei Arai como productor.
El 13 de diciembre se revela el personal de producción: Keitaro Motonaga, Yūko Kakihara y Atsuya Uki; el título de la secuela y el nuevo diseño de los "Niños elegidos" junto al primer póster oficial.

### 2015
El 7 de enero Tokyo MX emite el primer episodio de Digimon Adventure en HD, como adelanto del Blu-ray a salir en marzo. El día 9 sale a la venta Digimon The Movies Blu-ray 1999-2006.  En febrero la revista Animage confirma que Tri. será una serie de anime para televisión.
El 3 de marzo sale a la venta Digimon Adventure 15th Anniversary Blu-ray BOX.

El 10 de marzo se da a conocer que el tema de entrada será Butter-Fly interpretado por Koji Wada y que el tema de inserto será Brave Heart interpretado por Ayumi Miyazaki (ambos temas serán regrabados), y por último se revela que los 8 Digimon tendrán los mismos actores de voz.
El día 6 de mayo se anunció que tri. sería una serie de películas animadas divididas en seis partes.
El 21 de noviembre fue el estreno de la primera película: "Reunión".

### 2016
El 12 de marzo se estrenó la segunda película, "Determinación".
El 29 de junio, Toei Animation publica en su página oficial de Facebook que la primera película llegará doblada al inglés a los cines de Estados Unidos el 15 de septiembre en una función de una noche.[cita requerida]
El 24 de septiembre se estrenó la tercera película, "Confesión".

### 2017
El 25 de febrero se estrenó la cuarta película, "Pérdida".
El 25 de junio hubo un teaser de la quinta película después de una función de las cuatro primeras películas de Digimon Adventure y Zero Two.
El 30 de septiembre se estrenó la quinta película, "Simbiosis".

### 2018
Se anunció la sexta y última película, "Our Future" se estrenó el 5 de mayo de 2018.

## Distribución
En España, Latinoamérica e Italia se puede ver en versión original subtitulada a través del portal web Crunchyroll , mientras que en Estados Unidos está disponible en su versión original a través del servicio vía streaming Hulu, y en Alemania se emite las películas divididas en episodios a través del canal de pago Animax un día después de su estreno en Japón.
La distribuidora Eleven Arts proyectó Digimon Adventure tri., el 16 de septiembre de 2016, como una película en algunos teatros de Estados Unidos con un doblaje en inglés estadounidense.
Durante la NATPE en donde se reúnen todos los años las emisora, canales, distribuidoras y productoras que planean vender o comprar contenidos durante el evento. Toei Animation mencióno que podrían distribuir sus series a Latinoamérica porque es uno de los mercados más importantes. los animes que están negociando para ser doblado al español seria La segunda parte de Dragon ball super , Sailor Moon Crystal, los caballeros del zodiaco alma de oro y Digimon Tri.